# Mario Grech
Mario Grech (Qala (Gozo), 20 februari 1957) is een Maltees bisschop en een kardinaal van de Rooms-Katholieke Kerk.
Grech trad in 1977 toe tot het priesterseminarie van Gozo. Hij studeerde filosofie en later theologie. Op 26 mei 1984 ontving hij de priesterwijding van Nikol Joseph Cauchi, bisschop van Gozo. Hij studeerde af aan de Pauselijke Lateraanse Universiteit in Rome met een graad in canoniek recht en burgerlijk recht. Hierna promoveerde hij op canoniek recht aan de Pauselijke Universiteit Sint Thomas van Aquino. Naast zijn pastorale werk in de Maria-hemelvaartparochie in Rome was hij bij de Kerkelijke rechtbanken binnen de romeinse curie werkzaam op het gebied van canoniek recht.
Na zijn terugkeer naar Malta was Grech aanvankelijk werkzaam bij het pastoraat binnen het bisdom. Vanaf 1993 vicaris werkte hij bij de diocesane rechtbank in Gozo, was hij rechter bij de kerkelijke rechtbank in Malta en pastoor in Kerċem. Op 26 november 2005 werd hij door paus Benedictus XVI benoemd tot bisschop van Gozo. De bisschopswijding ontving hij op 22 januari 2006 uit handen van zijn voorganger Nikol Joseph Cauchi. Concelebranten waren aartsbisschop van Malta Joseph Mercieca en aartsbisschop Félix del Blanco Prieto, de apostolische nuntius in Malta.
Op 2 oktober 2019 benoemde paus Franciscus Grech tot pro-secretaris-generaal van de Bisschoppensynode. Tot juni 2020 bleef hij daarnaast diocesaan administrator van Gozo. Op 4 juli 2020 benoemde paus Franciscus hem tot lid van de Pauselijke Raad ter Bevordering van de Eenheid van de Christenen. Op 15 september 2020 volgde zijn benoeming tot secretaris-generaal van de Bisschoppensynode.
Grech werd tijdens het consistorie van 28 november 2020 kardinaal gecreëerd. Hij kreeg de rang van kardinaal-diaken. Zijn titeldiakonie werd de Santi Cosma e Damiano.
- Gemeinsame Normdatei: 1131570227
- International Standard Name Identifier: 0000 0004 9889 1699
- Library of Congress Control Number: no2017157221
- Réseau des bibliothèques de Suisse occidentale: 02-A013073226
- Istituto Centrale per il Catalogo Unico: PBEV015009
- Virtual International Authority File: 5750149489163793810006
- WorldCat: E39PBJg4qcyxq46RcbK73HDyVC